# Crazy Ex-Girlfriend
Crazy Ex-Girlfriend je americký romantický hudební komediálně-dramatický televizní seriál vysílaný stanicí The CW v letech 2015–2019. Jeho autorkami jsou Rachel Bloom a Aline Brosh McKenna. Celkem vzniklo ve čtyřech řadách 62 dílů.

## Příběh
Rebecca Bunch je právnička, která pracuje pro jednu z nejlepších právních firem v New Yorku. Po nabídnutém partnerství ve firmě Rebecca vyšiluje na ulici, kde potká Joshe Chana. Josh byla její první láska na letním táboře v roce 2005 a nikdy se nedostala z toho, že se s ní na konci tábora rozešel. Josh jí řekne, že si na New York nezvykl a že se vrací zpátky do West Coviny v Kalifornii. Zatímco v televizi vysílají reklamu na máslo, Rebecca se rozhodne následovat Joshe a hledat štěstí. Nastoupí na letadlo do Los Angeles, začne pracovat v právnické firmě Darryla Whitefeathera ve West Covině, koupí dům a spláchne své pilulky proti depresi a úzkosti do drtičky odpadu. Získá novou kamarádku Paulu a zatímco se snaží získat Joshe, začne vztah–nevztah s Joshovým kamarádem Gregem.

## Obsazení

### Hlavní role
- Rachel Bloom jako Rebeca Bunch
- Vincent Rodriguez III jako Joshua „Josh“ Chan
- Santino Fontana (1.–2. řada) a Skylar Astin (4. řada) jako Greg Serrano (1.–2. a 4. řada)
- Donna Lynne Champlin jako Paula Proctor
- Pete Gardner jako Darryl Whitefeather
- Vella Lovell jako Heather Davis
- Gabrielle Ruiz jako Valencia Perez (2.–4. řada, jako host v 1. řadě)
- David Hull jako Josh Wilson (3. řada, jako host v 1., 2. a 4. řadě)
- Scott Michael Foster jako Nathaniel Plimpton III (3.–4. řada, jako host ve 2. řadě)

### Vedlejší role
- Tovah Feldshuh jako Naomi Bunch
- Gina Gallego jako Pan Hernandez
- Rene Gube jako otec Joseph
- Steve Monroe jako Scott Proctor
- Michael Hyatt jako doktorka Akopian
- Paul Welsh jako Trent Maddock
- John Allen Nelson jako Silas Bunch
- Jacob Guenthen jako Chris
- Parvesh Cheena jako Sunhil Odhav
- Danny Jolles jako George
- Esther Povitsky jako Maya
- Michae McMillian jako Burt Moseley
- Stephnie Weir jako Karen
- Cedric Yarbrough jako Calvin Young
- Ave Acres jako malá Rebecca
- Johnny Ray Meeks jako Kevin

## Produkce
Seriál Crazy Ex-Girlfriend byl původně vyvíjen pro stanici Showtime, pro kterou byl natočen pilotní díl. Tato televize se ale poté rozhodla seriál neobjednat. Dne 7. května 2015 si však Crazy Ex-Girlfriend vybrala pro své vysílání stanice The CW.

## Vysílání
| Řada | Díly | Premiéra v USA | Premiéra v USA |
| Řada | Díly | První díl      | Poslední díl   |
| ---- | ---- | -------------- | -------------- |
| 1    | 18   | 12. října 2015 | 18. dubna 2016 |
| 2    | 13   | 21. října 2016 | 3. února 2017  |
| 3    | 13   | 13. října 2017 | 16. února 2018 |
| 4    | 18   | 12. října 2018 | 5. dubna 2019  |

Úvodní díl seriálu byl odvysílán na stanici The CW 12. října 2015, první řada čítala 18 epizod. Dne 11. března 2016 byla objednána druhá řada a její první díl byl na obrazovky uveden 21. října 2016. Dne 8. ledna 2017 stanice potvrdila objednání třetí řady, jejíž první díl měl premiéru 13. října 2017. Dne 2. dubna 2018 stanice objednala poslední čtvrtou řadu. Její úvodní díl byl odvysílán 12. října 2018. Příběh seriálu byl ukončen sedmnáctým dílem čtvrté série, zatímco závěrečnou epizodu z 5. dubna 2019 tvořil živě vysílaný koncert z divadla Orpheum Theatre v Los Angeles, kde s největšími hity seriálu vystoupili přímo představitelé hlavních rolí.

## Ocenění
| Rok  | Ocenění                                     | Kategorie                                                          | Nominovaný                                                                                         | Výsledek  |
| ---- | ------------------------------------------- | ------------------------------------------------------------------ | -------------------------------------------------------------------------------------------------- | --------- |
| 2016 | Critics' Choice Television Award            | Nejlepší herečka v komediálním seriálu                             | Rachel Bloom                                                                                       | vítězství |
| 2016 | Cena Emmy                                   | Nejlepší choreografie                                              | Kathryn Burns(za díly „I'm So Good at Yoga“, „A Boy Band Made Up of Four Joshes“, „Settle For Me“) | vítězství |
| 2016 | Cena Emmy                                   | Nejlepší původní skladba a text                                    | Adam Schlesinger, Rachel Bloom a Jack Dolgen (za píseň „Settle for Me“)                            | nominace  |
| 2016 | Cena Emmy                                   | Nejlepší původní znělka                                            | Rachel Bloom & Adam Schlesinger                                                                    | nominace  |
| 2016 | Cena Emmy                                   | Nejlepší střih v komediálním seriálu                               | Kabir Akhtar (za díl „Josh Just Happens to Live Here“)                                             | vítězství |
| 2016 | Dorian Awards                               | Nejlepší nezpívaný seriál                                          | | nominace  |
| 2016 | Gotham Awards                               | Objev roku – seriál (dlouhá forma)                                 | | vítězství |
| 2016 | Hollywood Music in Media Awards             | Nejlepší hudební supervize – televize                              | Jack Dolgen                                                                                        | nominace  |
| 2016 | Gold Derby Awards                           | Nejlepší ženský herecký výkon v hlavní roli (komedie)              | Rachel Bloom                                                                                       | nominace  |
| 2016 | Gold Derby Awards                           | Objev roku                                                         | Rachel Bloom                                                                                       | nominace  |
| 2016 | Online Film & Television Association Awards | Nejlepší ženský herecký výkon v hlavní roli (komedie)              | Rachel Bloom                                                                                       | nominace  |
| 2016 | Online Film & Television Association Awards | Nejlepší úvodní skladba – seriál                                   | | nominace  |
| 2016 | Poppy Awards                                | Nejlepší komediální seriál                                         | | nominace  |
| 2016 | Poppy Awards                                | Nejlepší herečka v komedii                                         | Rachel Bloom                                                                                       | nominace  |
| 2016 | Poppy Awards                                | Nejlepší herečka ve vedlejší roli v komedii                        | Donna Lynne Champlin                                                                               | nominace  |
| 2016 | Poppy Awards                                | Nejlepší herec ve vedlejší roli v komedii                          | Santino Fontana                                                                                    | nominace  |
| 2016 | People's Choice Awards                      | Nejlepší nová televizní komedie                                    | | nominace  |
| 2016 | TCA Awards                                  | Nejlepší komedie                                                   | | nominace  |
| 2016 | TCA Awards                                  | Nejlepší nový program                                              | nominace                                                                                           |           |
| 2016 | TCA Awards                                  | Individuální ocenění v komedii                                     | Rachel Bloom                                                                                       | vítězství |
| 2016 | Young Artist Award                          | Nejlepší mladý herec ve věku 13 let a méně                         | Steele Stebbins                                                                                    | nominace  |
| 2016 | Zlatý glóbus                                | Nejlepší ženský herecký výkon v seriálu (komedie / muzikál)        | Rachel Bloom                                                                                       | vítězství |
| 2017 | Artios Awards                               | Nejlepší casting do televizního pilotu a první série (komedie)     | Felicia Fasano, Bernard Telsey, Tim Payne, Tara Nostramo                                           | vítězství |
| 2017 | Cena Emmy                                   | Nejlepší původní hudba a slova                                     | Adam Schlesinger, Rachel Bloom a Jack Dolgen ("We Tapped That Ass")                                | nominace  |
| 2017 | Dorian Awards                               | Nejlepší komediální seriál                                         | Crazy Ex-Girlfriend                                                                                | nominace  |
| 2017 | Gold Derby Awards                           | Nejlepší komediální seriál                                         | Crazy Ex-Girlfriend                                                                                | nominace  |
| 2017 | Gold Derby Awards                           | Nejlepší ženský herecký výkon v komediálním seriálu                | Rachel Bloom                                                                                       | nominace  |
| 2017 | Golden Reel Awards                          | Nejlepší střih zvuku – televizní forma – muzikál                   | Crazy Ex-Girlfriend („When Will Josh See How Cool I Am?“)                                          | nominace  |
| 2017 | Gracie Awards                               | Nejlepší televizní seriál – komedie (národní)                      | | vítězství |
| 2017 | Gracie Awards                               | Nejlepší ženský herecký výkon ve vedlejší roli – komedie / muzikál | Donna Lynne Champlin                                                                               | vítězství |
| 2017 | Mediální cena GLAAD                         | Nejlepší seriálová komedie                                         | | nominace  |
| 2017 | Women's Image Network Awards                | Nejlepší televizní seriál – komedie                                | | vítězství |
| 2017 | Zlatý glóbus                                | Nejlepší ženský herecký výkon v seriálu (komedie / muzikál)        | Rachel Bloom                                                                                       | nominace  |
| 2018 | American Cinema Editors                     | nejlepší střih: seriál (komedie)                                   | Kabir Akhtar a Kyla Plewes (za díl: „Josh's Ex-Girlfriend Wants Revenge“)                          | nominace  |
| 2018 | Mediální cena GLAAD                         | Nejlepší seriálová komedie                                         | | nominace  |
| 2018 | Online Film & Television Association Awards | nejlepší titulky                                                   | | nominace  |
| 2018 | TCA Awards                                  | individuální ocenění za komedii                                    | Rachel Bloom                                                                                       | nominace  |
| 2019 | Critics' Choice Television Award            | nejlepší seriálová herečka: komedie                                | Rachel Bloom                                                                                       | nominace  |